# Thelypteris leptocladia
Thelypteris leptocladia là một loài thực vật có mạch trong họ Thelypteridaceae. Loài này được (Fée) Proctor miêu tả khoa học đầu tiên năm 1953.